# Brooklyn
Brooklyn je nejlidnatější z pěti městských obvodů (anglicky „borough“) v New Yorku. Zároveň je územně shodný s okresem Kings (anglicky Kings County) amerického státu New York. Brooklyn se rozvinul z malého, původně nizozemského města „Breukelen“ a byl samostatným městem až do roku 1898, kdy se připojil k městu New Yorku. Ke dni 1. července 2012 měl Brooklyn 2 565 635 obyvatel.

## Historie

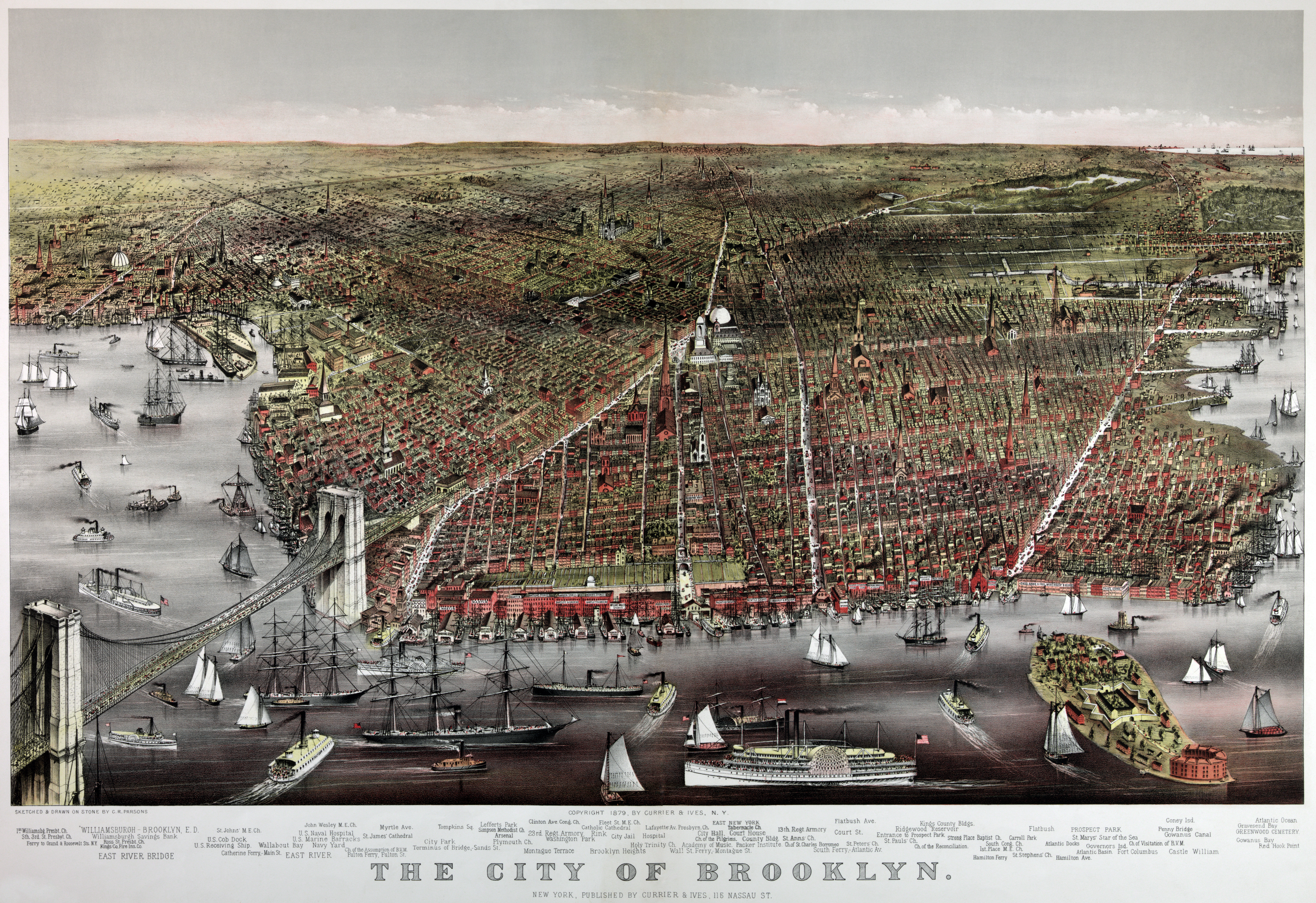
Brooklyn v roce 1886.

Mapa New Yorku s červeně vyznačeným Brooklynem

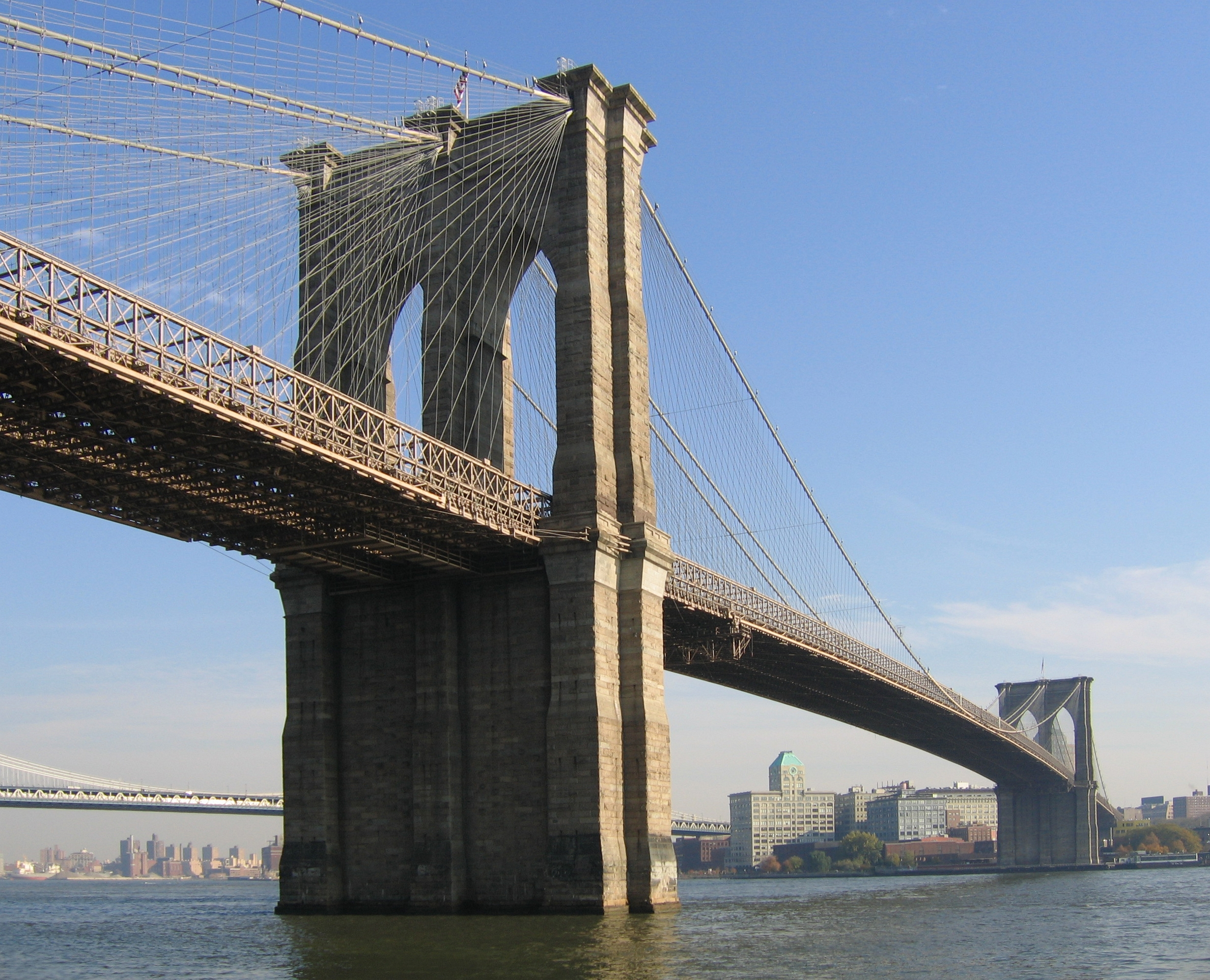
Brooklynský most

Nizozemci byli první Evropané, kteří se usadili v oblasti na západním konci Long Islandu. První holandská osada, založená v roce 1634, byla nazývána Midwout (Midwood). Obec Breuckelen, pojmenovaná po městě Breukelen v provincii Utrecht v Nizozemsku, byla první samosprávnou obcí na území dnešního státu New York. V té době byl Breuckelen součástí provincie Nové Nizozemsko. Ostatní obce, které byly později začleněny do Brooklynu byly Boswijk (Bushwick), Nieuw Utrecht (Utrecht New) a Nieuw Amersfoort (Flatlands). Několik domů a hřbitovů stále svědčí o nizozemském původu čtvrti Brooklyn. Holanďané ztratili Breuckelen při britském dobytí Nového Nizozemska v roce 1664. V roce 1683 Britové reorganizovali provincii New York do dvanácti okresů, z nichž každý byl rozdělen do měst. Postupem času se vyvinul z názvu Breuckelen Brockland, poté Brocklin, poté Brookline a nakonec Brooklyn. Okres Kings byl jedním z původních okresů a Brooklyn byl jedním z šesti měst v okrese. Kraj byl pojmenován na počest krále Karla II.
V srpnu a v září 1776 se v okrese Kings bojovala bitva o Long Island (také někdy nazývána jako Bitva o Brooklyn). Bitva byla součástí americké války za nezávislost a byla to jednou z největších bitev této války. Porážka vyvolala pochybnosti o schopnostech George Washingtona, ale taktický ústup přes East River je viděn historiky jako jeho velký praktický úspěch.
V první polovině devatenáctého století byl významný růst podél hospodářsky-strategického pobřeží East River, naproti New York City. Brooklynská populace se rozšířila více než trojnásobně mezi lety 1800 a 1820, zdvojnásobila se opět ve dvacátých letech 18. století a opět se zdvojnásobila během třicátých let. Okres zahrnoval dvě města: Město Brooklyn a město Williamsburgh. K Brooklynu se připojil Williamsburgh v roce 1854.
Výstavba železniční tratě, jako je Brighton Beach Line v roce 1878 předznamenala explozivní růst. K Brooklynu se připojila města: New Lots v roce 1886, město Flatbush, město Gravesend a město New Utrecht v roce 1894, a město Flatlands v roce 1896. Brooklyn dosáhl svých přirozených hranic na hranici okresu Kings.
V roce 1883 byl dokončen Brooklynský most a přeprava na Manhattan nebyla potřebná s pomocí lodi. Brooklyn byl nyní připraven zapojit se do stále většího procesu slučování v regionu. V roce 1894 brooklynští obyvatelé hlasovali, aby se Brooklyn připojil k Manhattanu, Bronxu, Queensu a Richmondu (později Staten Island). Toto referendum vstoupilo v platnost v roce 1898. Okres Kings si nicméně udržel stav jako jeden z okresů státu New York.

## Vláda

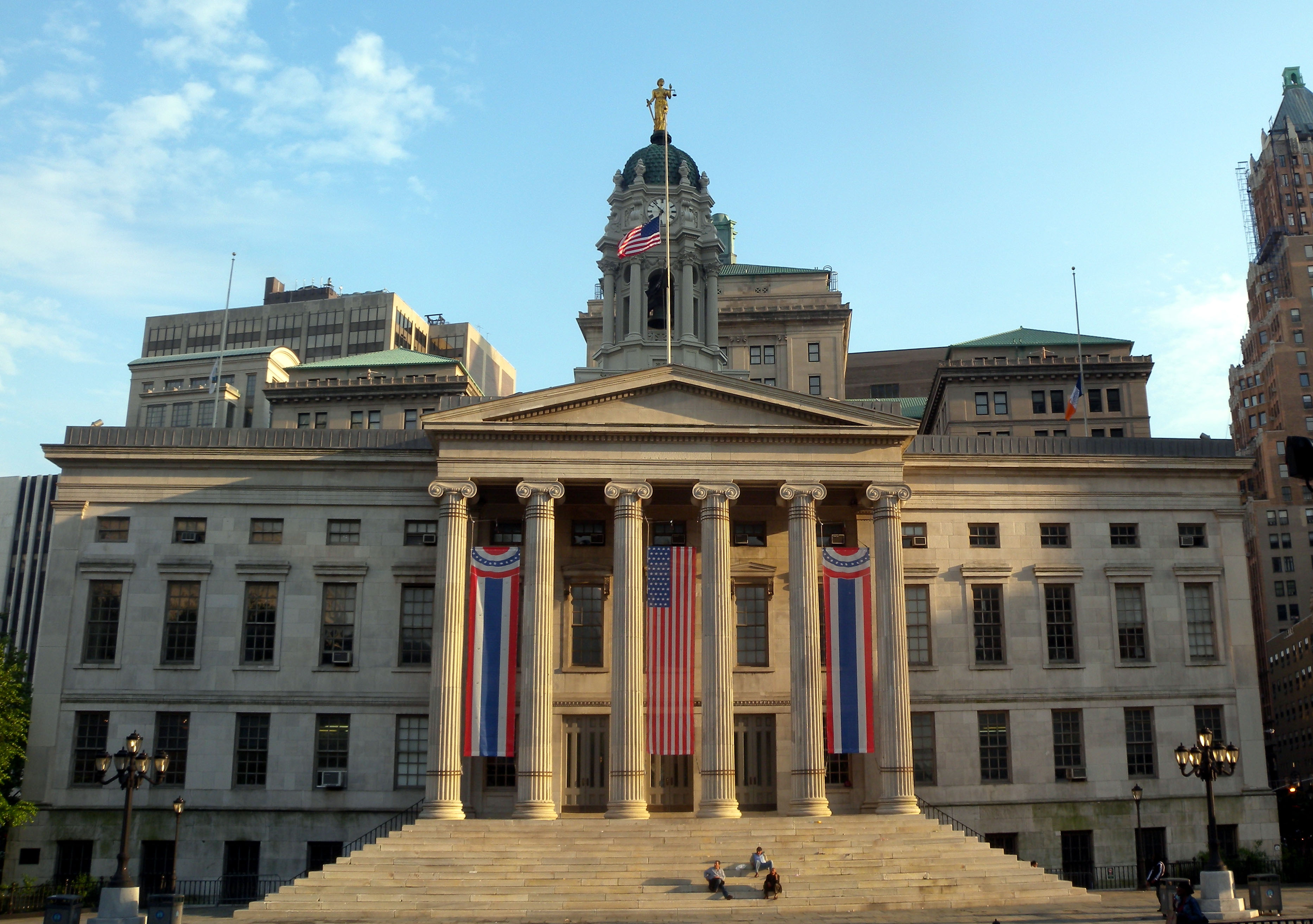
Brooklyn Borough Hall

Brooklyn se připojil k New York City v roce 1898. Centralizovaná vláda New York City je zodpovědná za veřejné školství, nápravná zařízení, knihovny, veřejnou bezpečnost, rekreační zařízení, kanalizace, vodovody, a sociální služby.
V roce 1898 byl vytvořen úřad prezidenta čtvrti k upevnění rovnováhy centralizace s místními orgány.
Demokratická strana drží většinu veřejných úřadů. 69,7 % registrovaných voličů v Brooklynu jsou demokraté. Republikáni mají vliv v Bay Ridge a Dyker Heights.
Každý z pěti městských okresů (shodných s každou čtvrtí) má svůj vlastní systém trestního soudu a okresního prokurátora, vedoucího státního zástupce, který je přímo volen lidovým hlasováním. Brooklynská městská rada má 16 členů, největší počet ze všech pěti čtvrtí.
Brooklynské oficiální motto je Een Draght Mackt Maght. Je napsáno ve (staré) nizozemštině, znamená V jednotě je síla. Motto je zobrazeno na Brooklynské pečeti a vlajce. Oficiální barvy Brooklynu jsou modrá a zlatá.
Brooklyn nehlasoval pro republikána při národních prezidentských volbách v posledních 50 letech. V roce 2008 v prezidentských volbách demokrat Barack Obama obdržel 79,4 % hlasů a republikán John McCain obdržel 20,0 % (v Brooklynu ).

## Ekonomika

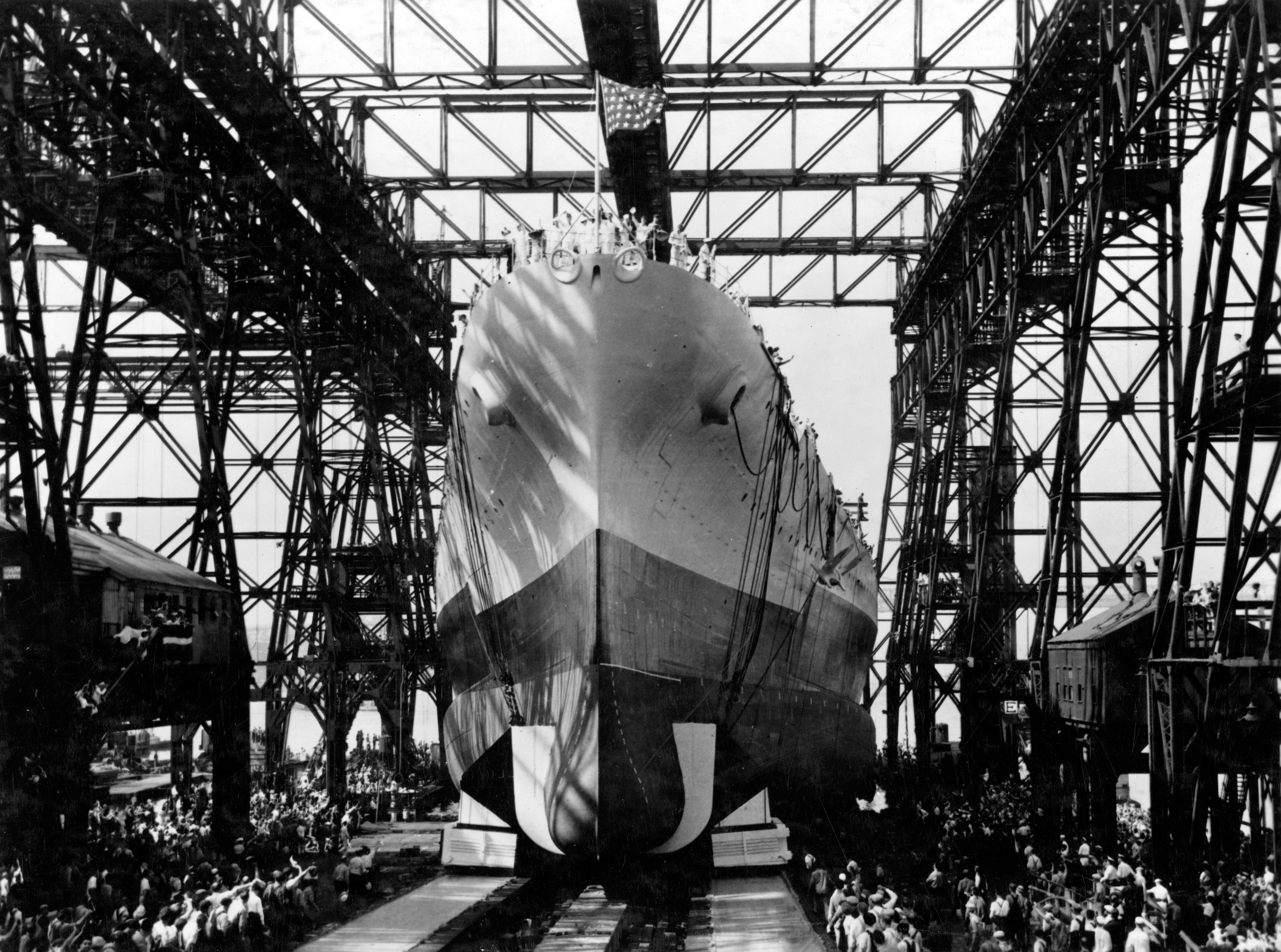
Loď USS North Carolina je v Brooklynu spouštěna na vodu, červen 1940

44 % pracujících obyvatel Brooklynu pracuje uvnitř čtvrti. Více než polovina pracuje mimo hranice čtvrti. V důsledku toho ekonomické podmínky na Manhattanu jsou důležité pro mnoho obyvatel Brooklynu. Silná mezinárodní imigrace do Brooklynu vytváří pracovní místa v oblasti služeb, maloobchodu a stavebnictví.
Práce v této čtvrti se tradičně soustředí na výrobu, ale od roku 1975 se Brooklyn přeorientoval z výrobní ekonomiky na ekonomiku založenou na službách. V roce 2004 215 000 obyvatel Brooklynu pracovalo v sektoru služeb, zatímco 27 500 pracovalo ve výrobě. Přestože výroba klesá, podstatný základ zůstal v oděvnictví a také ve výrobních odvětví jako nábytek, kovovýroba a potravinářské výrobky. Farmaceutická společnost Pfizer má výrobní závod v Brooklynu a zaměstnává 990 pracovníků.
Stavebnictví a služby jsou nejrychleji rostoucími odvětvími. Většina zaměstnavatelů v Brooklynu jsou malé a střední podniky. V roce 2000 91 % ze zhruba 38.704 obchodních zařízení v Brooklynu mělo méně než 20 zaměstnanců. V srpnu 2008 byla míra nezaměstnanosti čtvrti 5,9 %.

## Demografie
Podle průzkumu v letech 2005–2007 bylo 43,7 % obyvatel běloši, 36,2 % černoši a 9,3 % Asiaté. 19,6 % z celkového počtu byli Hispánci.
Populace v Brooklynu byla rozložena takto: 26.9 % do věku 18 let, 10.3 % od 18 let do 24 let, 30.8 % od 25 do 44, 20.6 % od 45 do 64 a 11.5 % 65 roků a starší. Průměrný věk byl 33 let. Brooklyn má více žen a dívek, 88,4 mužů na 100 žen.
37,4 % populace byli narozeni v cizině, 46,1 % mluvilo doma jiným jazykem než angličtinou a 27,4 % mělo bakalářský titul nebo vyšší.
Při odhadu amerického Úřadu pro sčítání lidu je v Brooklynu 2 486 235 lidí, 880 727 domácností a 583 922 rodin. Hustota obyvatelstva byla 13480/km². Bylo tam 930 866 bytových jednotek průměrné hustoty 5090/km².

## Doprava
Čtvrtí prochází 18 linek metra. 92,8 % obyvatel Brooklynu, kteří pracují na Manhattanu, tam cestuje metrem.
Veřejná autobusová síť pokrývá celou čtvrť. K dispozici je také denní expresní autobusová doprava na Manhattan. Slavné newyorské žluté taxíky jsou také v Brooklynu, ale v menším počtu.
Brooklyn je napojen na Manhattan třemi mosty, Brooklyn Bridge, Manhattan Bridge a Williamsburg Bridge, automobilovým tunelem Brooklyn-Battery Tunnel a několika tunely metra. Verrazano-Narrows Bridge spojuje Brooklyn se Staten Islandem.

## Vývoj počtu obyvatel
| Rok  | Obyvatelé |
| ---- | --------- |
| 1810 | 4402      |
| 1820 | 7175      |
| 1830 | 12 406    |
| 1840 | 36 233    |
| 1850 | 96 838    |
| 1860 | 266 661   |
| 1870 | 396 099   |
| 1880 | 566 663   |
| 1890 | 806 343   |
| 1900 | 1 166 582 |

| Rok  | Obyvatelé |
| ---- | --------- |
| 1910 | 1 634 351 |
| 1920 | 2 018 356 |
| 1930 | 2 560 401 |
| 1940 | 2 698 285 |
| 1950 | 2 738 175 |
| 1960 | 2 627 319 |
| 1970 | 2 602 012 |
| 1980 | 2 310 028 |
| 1990 | 2 300 664 |
| 2000 | 2 465 326 |

| Rok  | Obyvatelé |
| ---- | --------- |
| 2010 | 2 504 700 |
| 2017 | 2 648 771 |

## Osoby spjaté s historií místa
- Rafael Brooklynský, světec